# Faiq Bolkiah
Faiq ibni Prince Jefri Bolkiah (* 9. května 1998 Los Angeles) je brunejský fotbalový záložník. Pochází z brunejské panovnické rodiny, jeho strýc Hassanal Bolkiah je vládnoucím sultánem. Má brunejské a americké občanství. Absolvoval v Anglii soukromou školu Bradfield College, hrál za AFC Newbury, Rezerva Arsenalu FC , Rezerva Arsenalu FC, Rezerva Chelsea FC a od roku 2016 působí v rezervním týmu Leicester City FC. Za brunejskou fotbalovou reprezentaci hrál na Hrách jihovýchodní Asie 2015 a v kvalifikaci Mistrovství jihovýchodní Asie ve fotbale 2016, kde byl kapitánem mužstva. Britský odborný časopis FourFourTwo ho zařadil na seznam největších talentů asijského fotbalu.